# Episodi di Scrubs - Medici ai primi ferri (settima stagione)
La settima stagione di Scrubs conta solo undici episodi, per via dello Sciopero degli sceneggiatori (2007-2008), dei diciotto inizialmente programmati. Il dodicesimo, My Commitment (Il mio impegno) non fu terminato e alcune sue parti furono riprese in episodi successivi. Bill Lawrence cercò di convincere la NBC a produrre gli altri sei episodi, ma la rete decise di non farlo, e abbandonò la serie.
Dopo la messa in onda degli undici episodi, la ABC inaspettatamente adottò la serie e la rinnovò per un'ottava stagione.
| nº | Titolo originale      | Titolo italiano           | Prima TV USA     | Prima TV Italia  |
| -- | --------------------- | ------------------------- | ---------------- | ---------------- |
| 1  | My Own Worst Enemy    | Il mio peggior nemico     | 25 ottobre 2007  | 15 ottobre 2008  |
| 2  | My Hard Labor         | Il mio lungo travaglio    | 1º novembre 2007 | 22 ottobre 2008  |
| 3  | My Inconvenient Truth | La mia scomoda verità     | 8 novembre 2007  | 29 ottobre 2008  |
| 4  | My Identity Crisis    | La mia crisi d'identità   | 15 novembre 2007 | 5 novembre 2008  |
| 5  | My Growing Pains      | Le mie crescenti paure    | 29 novembre 2007 | 12 novembre 2008 |
| 6  | My Number One Doctor  | Il mio dottore numero uno | 6 dicembre 2007  | 19 novembre 2008 |
| 7  | My Bad Too            | Le mie colpe condivise    | 10 aprile 2008   | 26 novembre 2008 |
| 8  | My Manhood            | La mia virilità           | 17 aprile 2008   | 3 dicembre 2008  |
| 9  | My Dumb Luck          | La mia fortuna sfacciata  | 8 maggio 2008    | 10 dicembre 2008 |
| 10 | My Waste Of Time      | La mia perdita di tempo   | 24 aprile 2008   | 14 dicembre 2008 |
| 11 | My Princess           | La mia principessa        | 1º maggio 2008   | 17 dicembre 2008 |

## Il mio peggior nemico
- Titolo originale: My Own Worst Enemy
- Diretto da: Bill Lawrence
- Scritto da: Neil Goldman e Garrett Donovan

### Trama
JD ed Elliot stanno per baciarsi ma, quando JD riapre gli occhi, si accorge che lei si è alzata in piedi a riflettere sul fatto che sposare Keith non sia la cosa giusta. Elliot lascia il suo fidanzato. Successivamente, in preda ai sensi di colpa, torna con lui. Keith crede che le cose tra loro si siano risistemate ma Elliot, più consapevole delle sue scelte, lo lascia una seconda volta. L'inserviente presenta la sua fidanzata a JD. Questi non può fare a meno di pensare alle parole di Turk, convinto che l'amico non provi reali sentimenti per Kim e che l'unico legame che li unisce sia il bambino.

## Il mio lungo travaglio
- Titolo originale: My Hard Labor
- Diretto da: Adam Bernstein
- Scritto da: Bill Callahan

### Trama
Kim arriva all'ospedale con le doglie ed esprime a JD il suo amore. JD dice a Kim che spera in futuro di poter ricambiare il suo sentimento ma, in questo momento, non riesce a provare lo stesso. Kim chiede a JD se l'unico motivo per cui stanno ancora insieme è il loro bambino, e lui, non riuscendo a mentirle, dice di non riuscire a risponderle. Kim allora caccia JD dalla sala parto, dicendo che tra loro è tutto finito. La figlia del dottor Cox ha bisogno di un'iniezione: il padre però si rifiuta di fargliela in prima persona perché non vuole che in futuro la figlia possa identificarlo con un'immagine dolorosa. Arrivato in ospedale, non riesce a darsi pace perché non trova una persona che ritenga in grado di fare una buona iniezione. Turk è ossessionato da un videogioco e finché non lo finirà non si sentirà in grado di pensare alla figlia. Carla decide di aiutarlo a portare a termine il gioco. All'ospedale arriva una nuova infermiera, Shirley, che assomiglia moltissimo a Laverne ma solo JD se ne accorge. JD decide di tornare in sala parto anche contro la volontà di Kim perché vuole stare vicino sia a lei che al bambino. Dopo la sua nascita, Kim ringrazia JD per essere tornato in sala parto, ma conferma che la loro relazione è finita.

## La mia scomoda verità
- Titolo originale: My Inconvenient Truth
- Diretto da: Bill Lawrence
- Scritto da: Debra Fordham

### Trama
Dopo la nascita del piccolo Sam, JD fa fatica a conciliare la sua nuova vita da genitore e il suo lavoro in Ospedale. Nel frattempo, Dan fratello di JD va a fargli visita, rivelando di aver trovato un nuovo impiego e di potersi finalmente permettere una nuova casa. Dan gli regala inoltre una monovolume che JD non vuol accettare, per dimostrare di non aver bisogno dell'aiuto del fratello maggiore e furioso in quanto si rende conto che Dan, da sempre l'eterno immaturo della famiglia, è diventato più maturo di lui. JD si confida con i suoi amici e colleghi e ognuno di loro conferma ciò che gli ha detto Dan, JD deve crescere e prendere sul serio la sua responsabilità di padre. JD si scusa con Dan per averlo attaccato e si dichiara felice per la sua nuova vita, Dan a sua volta dimostra la sua gratitudine a JD, dicendogli che se è riuscito a mettere ordine nella sua vita è solo merito suo, in quanto è stato proprio JD a spronarlo e credere in sé stesso. I due decidono così di andare a far visita a Kim per vedere il bambino, con malinconia, nel corso del viaggio di ritorno, Dan dirà a JD che assomiglia al loro defunto padre. 
Nel frattempo l'inserviente decide di diventare "ispettore ambientale" dell'ospedale dopo che Ted gli ha mostrato il film: Una scomoda verità ma, dopo solo 36 ore, si arrende, contemporaneamente Elliot, per convincere una sua paziente sottopeso a ingrassare, le promette che ingrasserà assieme a lei (in quanto Elliot pesa ancora meno di lei), tuttavia per non perdere l'attuale peso forma, rinuncia al suo proposito. Sia l'Inserviente che Elliot sono demoralizzati per la loro poca volontà e si ritengono degli ipocriti, ma verranno convinti da Carla che è perfettamente umano perdere l'entusiasmo per qualcosa di nuovo o non seguire gli stessi consigli dati ai pazienti. L'Inserviente deciderà così di portare avanti la sua lotta dell'ambiente senza esagerazioni, mentre Elliot cercherà di convincere la paziente a mangiare di più, senza sentirsi obbligata a seguire lo stesso consiglio.

## La mia crisi d'identità
- Titolo originale: My Identity Crisis
- Diretto da: Gail Mancuso
- Scritto da: Dave Tennant

### Trama
L'inserviente fa notare a JD che lui usa dei soprannomi per tutto il personale dell'ospedale perché non sa quali siano i loro veri nomi. I due fanno una scommessa: se JD non imparerà i nomi di tutto il personale dovrà fare il lavoro dell'inserviente per un giorno intero, mentre se vincerà l'inserviente farà veramente il suo lavoro per un giorno intero. Carla parla in spagnolo a Izzy per paura che le sue tradizioni latine vadano perse mentre Turk si accorge di non conoscere le sue radici. La famiglia del dottor Cox va via per un breve periodo e lui si rende conto che è solo e che ha bisogno che qualcuno gli stia vicino. Arriva addirittura a sostenere di essere diventato amico di JD pur di non mostrare a Elliot che si sente solo. JD indovina tutti i nomi delle foto del personale ma l'ultima è quella dell'inserviente e nessuno conosce il suo vero nome.

## Le mie crescenti paure
- Titolo originale: My growing pains
- Diretto da: Zach Braff
- Scritto da: Mike Schwartz

### Trama
Nel giorno del compleanno di Kelso, Elliot prova in tutti i modi a scoprirne la vera età per potergli organizzare una festa, ma nessuno sa qual è. Grazie all'aiuto dell'inserviente scopre che ha 65 anni. Nel frattempo, il dottor Cox ha problemi con i genitori di un suo paziente di 11 anni con la leucemia al quale loro non vogliono comunicare di cosa è malato e decide di rivelarglielo senza il loro permesso. I genitori si infuriano con Cox, minacciando di fare causa all'ospedale, anche Carla è profondamente arrabbiata, ritenendo che a causa del suo cinismo, Perry abbia privato brutalmente il bambino della sua infanzia. Cox contrariato, dopo aver sorpreso JD a fare l'ennesima buffonata con Turk, gli rinfaccia di non essere maturato affatto, come si era ripromesso di fare. JD convinto che il suo ex-mentore abbia ragione, decide di smettere di organizzare scherzi e stupidaggini con Turk, intimando anche a quest'ultimo di crescere. Turk, però, anziché offendersi, decide di far cambiare idea a JD, cercando continuamente di coinvolgerlo in giochi puerili. Con l'aiuto di Carla, fa capire a JD che maturare non significa dover cambiare personalità, ma comportarsi in maniera più responsabile, cosa che JD sta già facendo, e convincendolo a non prendere esempio da una persona cinica come Cox.
Nel frattempo il presidente della commissione ricorda a Kelso che alla sua età deve lasciare il posto di primario per andare in pensione, Kelso lo prega di non dire nulla a nessuno

## Il mio dottore numero uno
- Titolo originale: My Number One Doctor
- Diretto da: Will Mackenzie
- Scritto da: Janae Bakken

### Trama
Il dottor Kelso iscrive il Sacro Cuore su "RateYourDoc.org" un sito nel quale i pazienti possono votare il loro dottore preferito.
Il dottor Cox e Turk faranno di tutto per far perdere il primo posto a JD; Carla prova a immaginare perché la fidanzata dell'inserviente è innamorata di lui. Nel frattempo Elliot ha in cura una paziente affetta da SLA che tenta di andare in overdose di farmaci per potersi suicidare.

## Le mie colpe condivise
- Titolo originale: My Bad Too
- Diretto da: Linda Mendoza
- Scritto da: Clarence Livingston

### Trama
Nell'anniversario del loro primo appuntamento Carla e Turk vogliono farsi il regalo perfetto. Turk decide di imparare lo spagnolo ma, dopo la "colacena" (colazione+cena) che gli prepara Carla, pensa che il suo regalo non sia sufficientemente adatto. Non le rivela di aver imparato lo spagnolo e le promette un regalo in una gioielleria. Nel frattempo si rende conto dei vantaggi che gli porta conoscere lo spagnolo senza che Carla lo sappia. Il Dottor Cox decide di lasciare a dieta Kelso buttandogli via tutto il cibo. JD farà di tutto perché il suo paziente possa partecipare alla cerimonia del suo diploma.

## La mia virilità
- Titolo originale: My Manhood
- Diretto da: Michael McDonald
- Scritto da: Angela Nielson

### Trama
Carla rivela che Turk ha un solo testicolo allora lui cerca di dimostrare la sua virilità battendo a wrestling tutti gli altri chirurghi e poi anche JD. L'inserviente crea un giornale nel quale inserisce in prima pagina la sconfitta di JD contro Turk; in seguito, per vendicarsi del dottor Cox che gli dà dello stupido, scriverà un articolo con una finta intervista nella quale il dottor Cox rivela di sentirsi solo e di aver bisogno di esser continuamente abbracciato. JD inizia a pensare a come lo vedrà il figlio in futuro e, per questo motivo, sfida di nuovo Turk. Questa volta riesce a batterlo con una gomitata e poi fugge. Fino a quando i due non trovano un compromesso ispirandosi a Rocky. Elliot si accorge che il Dr. Kelso ha bisogno del suo aiuto per evitare il pensionamento.

## La mia fortuna sfacciata
- Titolo originale: My Dumb Luck
- Diretto da: Rick Blue
- Scritto da: Aseem Batra

### Trama
Il dottor Cox non riesce a capire di cosa sia affetto un suo paziente e JD e Turk cercano di ridurre l'autostima del dottor Cox. Carla ed Elliot fanno di tutto per convincere il presidente della commissione a non far andare in pensione Kelso. Quest'ultimo passa tutta la giornata a parlare con uno specializzando di ciò che è stato per lui il Sacro Cuore. Cox intanto affida un campione delle urine del suo paziente a J.D. che, dopo aver parlato con Turk, lo dimentica sulla ringhiera dell'ingresso. Le urine esposte al sole diventano viola. Dopo aver fatto una ricerca con Google, i due scoprono che il paziente è affetto da porfiria acuta intermittente e trovano il modo di rinfacciarlo al dottor Cox. I rappresentanti riescono a convincere la commissione a ritirare la richieste di dimissioni ma con grande sorpresa Kelso decide di concludere egualmente la sua carriera con un sorriso stampato in volto e, dopo aver ringraziato con sincerità Ted per tutto quello che ha fatto per lui, se ne va con il suo ritratto.

## La mia perdita di tempo
- Titolo originale: My Waste Of Time
- Diretto da: Chris Koch
- Scritto da: Andy Schwartz

### Trama
Il dottor Cox è il nuovo primario provvisorio del Sacro Cuore dopo che Kelso ha deciso di andarsene in pensione ed è sommerso da mille problemi, ma adora il suo nuovo titolo. La figlia di Cox, Jennifer, intanto, è costretta a un'operazione allo shunt cardiaco e quindi Perry non ha il tempo di fare altro. JD e Elliot prendono un appuntamento con un vecchio paziente di Elliot che deve ricevere un rimborso da parte dell'azienda farmaceutica Plomox, nell'attesa fanno uno scherzo a un fast food e l'impiegato viene poi rapito. Ted, grazie all'inserviente, finalmente capisce che è ora di iniziare a pensare con la propria testa. L'inserviente decide inoltre di spostare nell'ex-ufficio di Kelso la sede del suo "Club dei Cervelloni", ma il nuovo Ted comincia a dargli problemi e dopo un'insurrezione forma i "Cervelloni Bollenti" assieme al Todd e comincia una lite tra i due gruppi, JD assistendo allo scontro parla a Sammy chiedendosi cosa succederebbe se Ted e l'inserviente avessero un figlio loro e da lì nasce una sit-com nella testa di JD: i "Custodi Legali". Turk ha ancora problemi con il fatto di avere solo un testicolo e rischia di perdere anche l'altro a causa di una bottiglia di champagne, Carla, preoccupata dal fatto che Turk possa rimanere per sempre senza testicoli, decide di avere un altro figlio, ma Turk non è dello stesso parere.

## La mia principessa

J.D. ed Elliot a cavallo nella fantasia del Dr. Cox

- Titolo originale: My Princess
- Diretto da: Zach Braff
- Scritto da: Mark Stegemann

### Trama
Per far addormentare suo figlio Jack, il dottor Cox gli racconta una giornata tipica dell'ospedale trasformata in favola, che vede protagonisti il personale del Sacro Cuore trasformato in personaggi fantastici: nel villaggio Sacro Cuore ci sono una principessa (Elliot), l'idiota del villaggio (JD), e la strega a due teste Turla (Turk e Carla). Il gruppo cerca di sconfiggere un mostro che alberga nell'anima della dama di compagnia assieme al cavaliere Parsifal Cox tentando di sfuggire al malvagio Lord Oslek che vuole rinchiuderli nelle segrete; inoltre ci sono anche un gigante (l'inserviente), un mostro gobbo (Ted), la fatina Toddy (Todd) e le ninfe della foresta (due specializzandi). Il gruppo riuscirà a sconfiggere il mostro dopo aver trovato l'Anello d'Oro.
Nella realtà ospedaliera, questa storia altro non è che la cura verso una paziente con un male inspiegabile da parte del gruppo.
Si crede quindi che la malattia sia debellata, ma alla fine Cox dice a Jordan: "Diciamo che, beh, è così che la racconto". Questo fa intuire che alla fine la paziente sia realmente morta per la malattia.